# Tramway de Cambrai

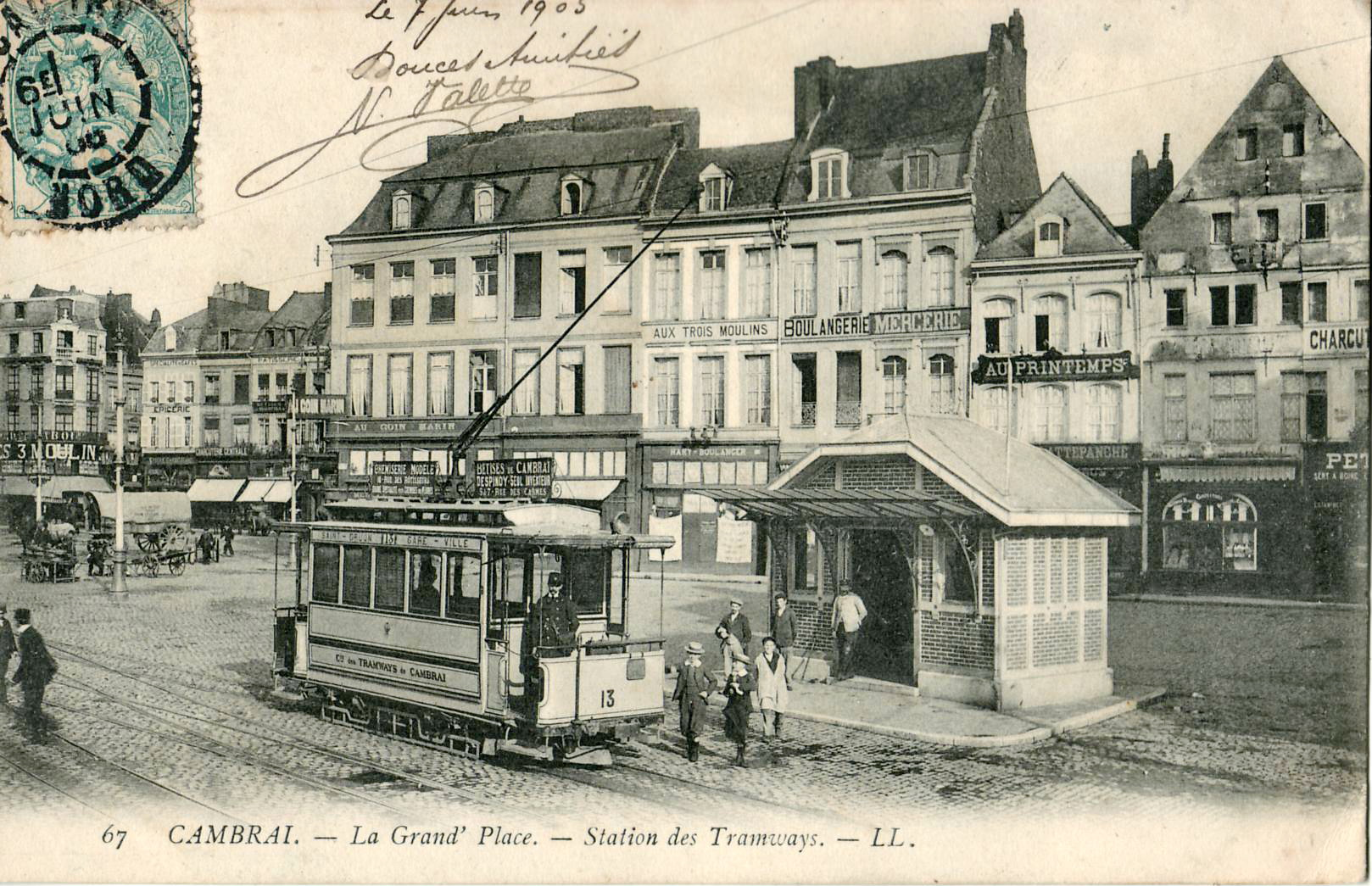
Un tram à l'arrêt Grand'Place...

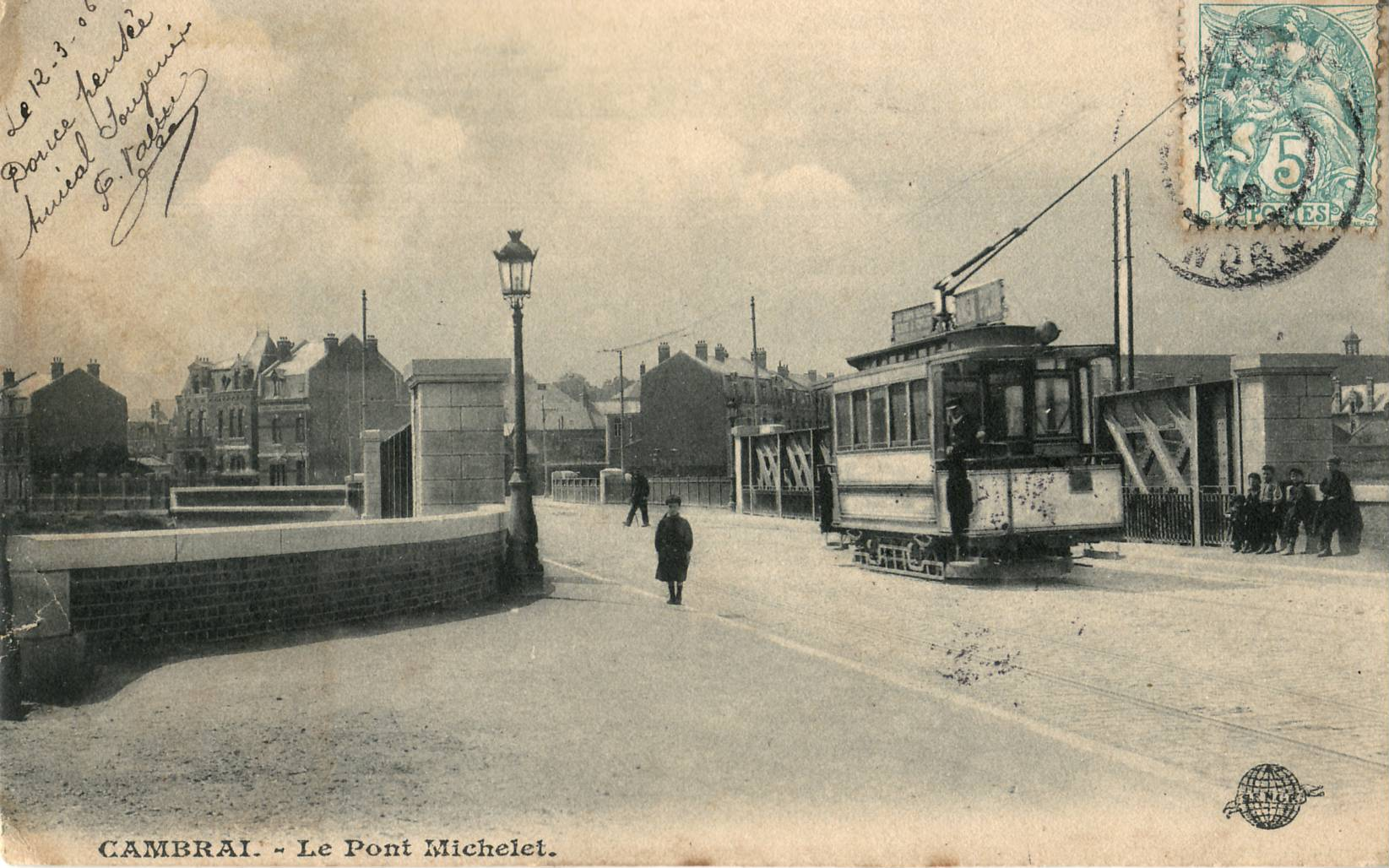
... et au Pont-Michelet

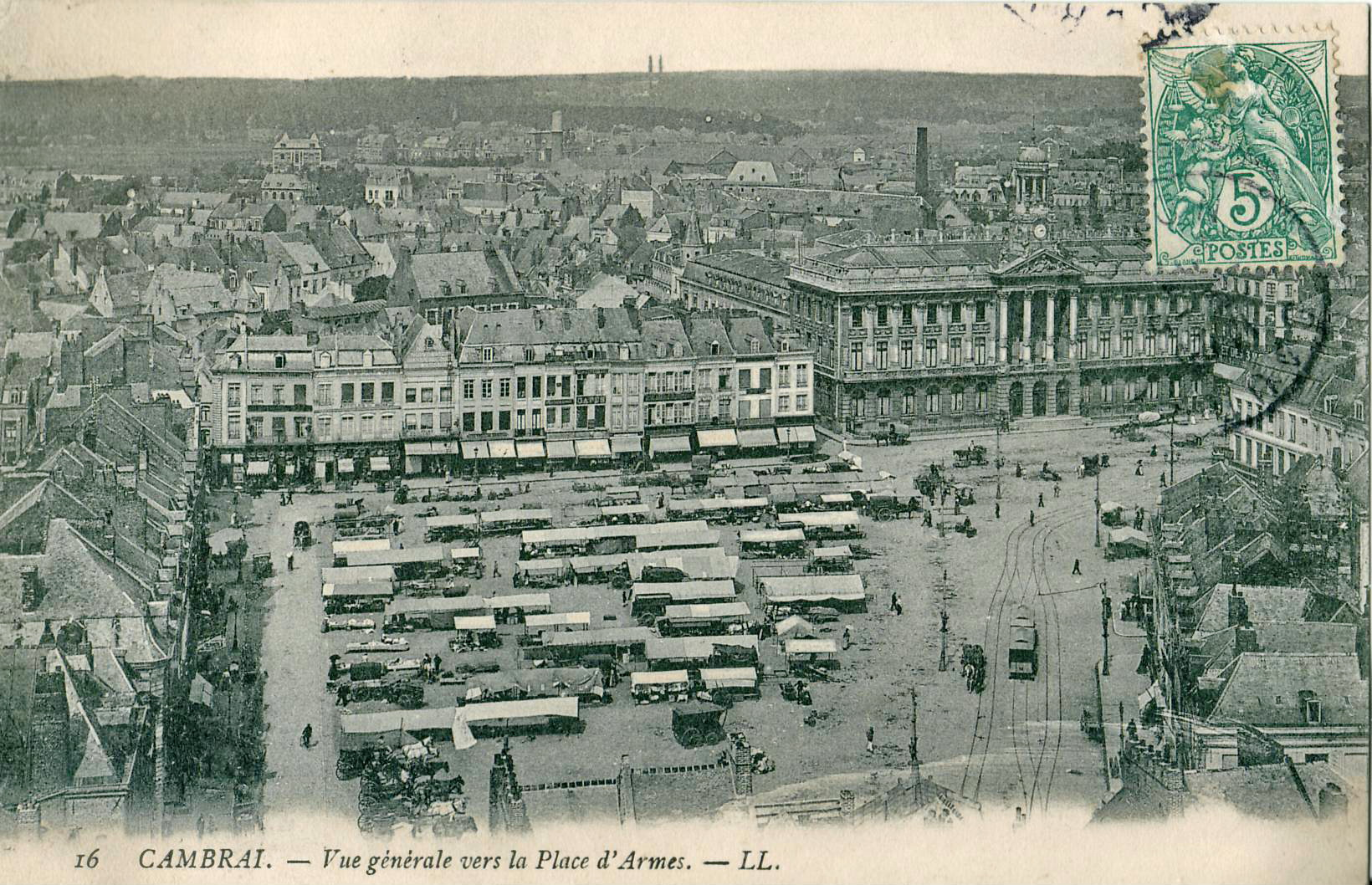
La station des tramways sur la Place d'Armes,

Le Tramway de Cambrai a fonctionné dans cette ville entre novembre 1903 et 1917. Par suite des combats dans la ville durant la Première Guerre mondiale, le réseau est détruit. Il ne sera pas reconstruit.

## Histoire

### La Compagnie des tramways de Cambrai
Cette compagnie est formée en 1903 pour développer un réseau de plusieurs lignes dans la ville de Cambrai.
Elle obtient la concession d'un réseau à voie métrique, long de 12,9 km, comprenant plusieurs lignes:
- 1 : - Gare - Faubourg de Paris
- 2 : - Gare - Faubourg Cantinpré
- 3 : - Place d'Armes - Faubourg d'Escaudœuvres
- 4 : - Gare - Faubourg de Selles

Le réseau est mis en service en novembre 1903.

### La Compagnie des tramways de Cambrai et Saint Quentin
La compagnie des tramways de Cambrai devient, en 1907, une filiale de la Compagnie générale française de tramways (CGFT) et reprend l'exploitation des tramways de Saint Quentin.
Elle change alors de nom et va développer dans cette ville le tramway électrique.

## Exploitation

### Matériel roulant
Le matériel roulant est constitué de 16 motrices et 3 remorques